# Liste der Biografien/Tas
Liste der Biografien |
Portal Biografien |
Personensuche
# |
A |
B |
C |
D |
E |
F |
G |
H |
I |
J |
K |
L |
M |
N |
O |
P |
Q |
R |
S |
T |
U |
V |
W |
X |
Y |
Z |
?
 
Ta |
Tc |
Te |
Tf |
Tg |
Th |
Ti |
Tj |
Tk |
Tl |
Tm |
To |
Tq |
Tr |
Ts |
Tu |
Tv |
Tw |
Tx |
Ty |
Tz
 
Taa |
Tab |
Tac |
Tad |
Tae |
Taf |
Tag |
Tah |
Tai |
Taj |
Tak |
Tal |
Tam |
Tan |
Tao |
Tap |
Taq |
Tar |
Tas |
Tat |
Tau |
Tav |
Taw |
Tax |
Tay |
Taz
Die Liste der Biografien führt alle Personen auf, die in der deutschsprachigen Wikipedia einen Artikel haben. Dieses ist eine Teilliste mit 275 Einträgen von Personen, deren Namen mit den Buchstaben „Tas“ beginnt.

## Tas
- Taş, Ahmet, deutscher Filmemacher und Autor
- Taş, Aydan (* 1982), türkische Schauspielerin
- Taş, Canan (* 1995), deutsche Amateurboxerin
- Taş, Coşkun (1934–2024), deutschtürkischer Fußballspieler
- Taş, Erol (1926–1998), türkischer Schauspieler
- Taş, Eyüp (* 1959), türkischer Fußballspieler
- Taş, Hakan (* 1966), türkisch-deutscher Politiker (parteilos, früher Die Linke) und Autor, MdAHakan Taş (* 1966)

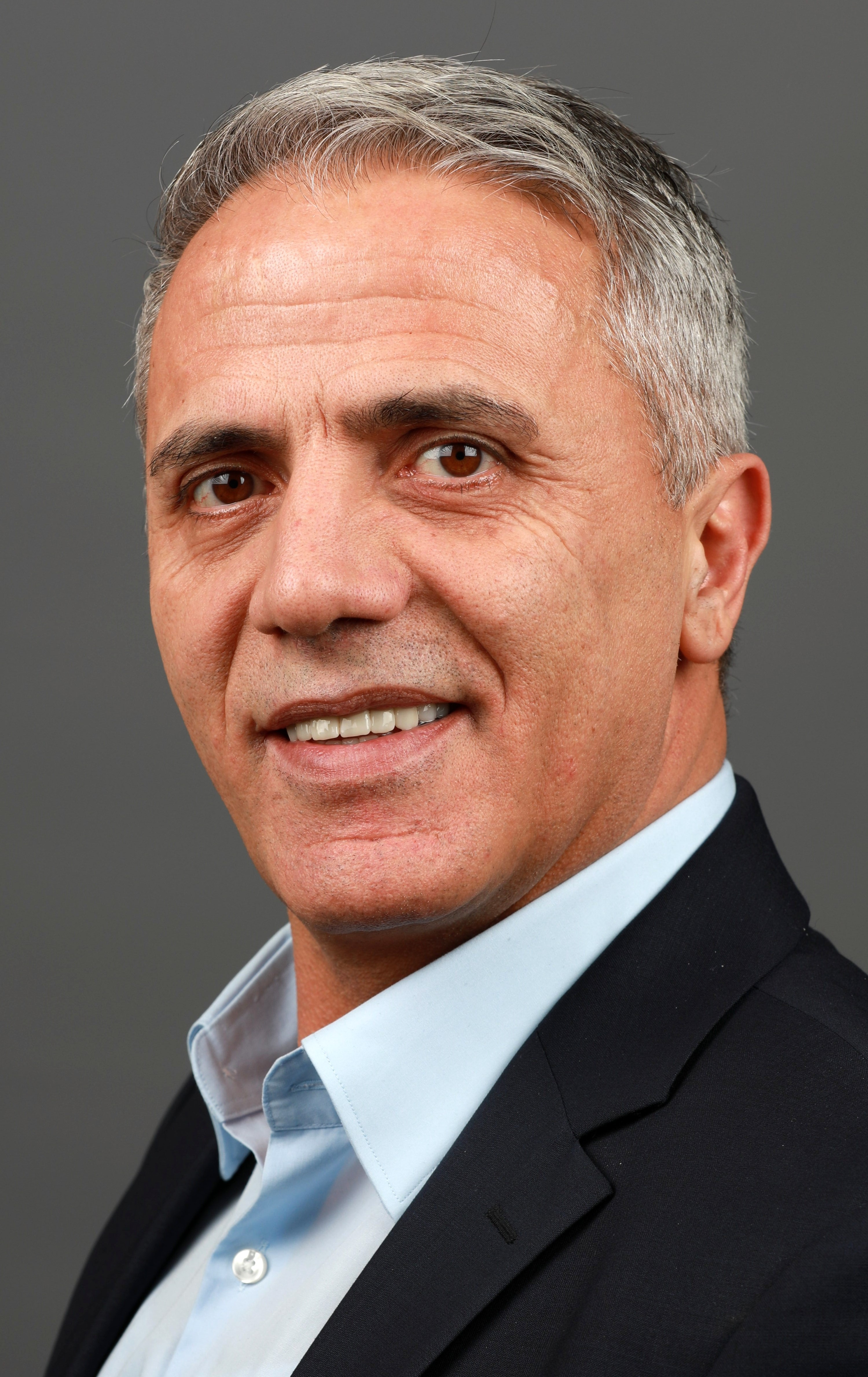
Hakan Taş (* 1966)

- Taş, Hüseyin Altuğ (* 1996), türkischer Fußballspieler
- Tas, Louis (1920–2011), holländischer Mediziner, Psychotherapeut und überlebender Zeitzeuge des Holocaust
- Taş, Mehmet (* 1991), türkischer Fußballspieler
- Tas, Sandrine (* 1995), belgische Inline-Speedskaterin

### Tasa
- Tasa, David (* 1948), US-amerikanisch-deutscher Trompeter und Hochschullehrer
- Tasa, Matthew (* 1978), US-amerikanischer Musikproduzent, Songwriter, und Sänger
- Tasa, Toivo (* 1951), estnischer Diplomat
- Tasaka, Gamu (* 1999), japanischer Fußballspieler
- Tasaka, Kazuaki (* 1971), japanischer Fußballspieler
- Tasaka, Tokio (* 1947), japanischer Sportwissenschaftler und Tischtennisspieler
- Tasaka, Tomotaka (1902–1974), japanischer FilmregisseurTasaka Tomotaka (1902–1974)

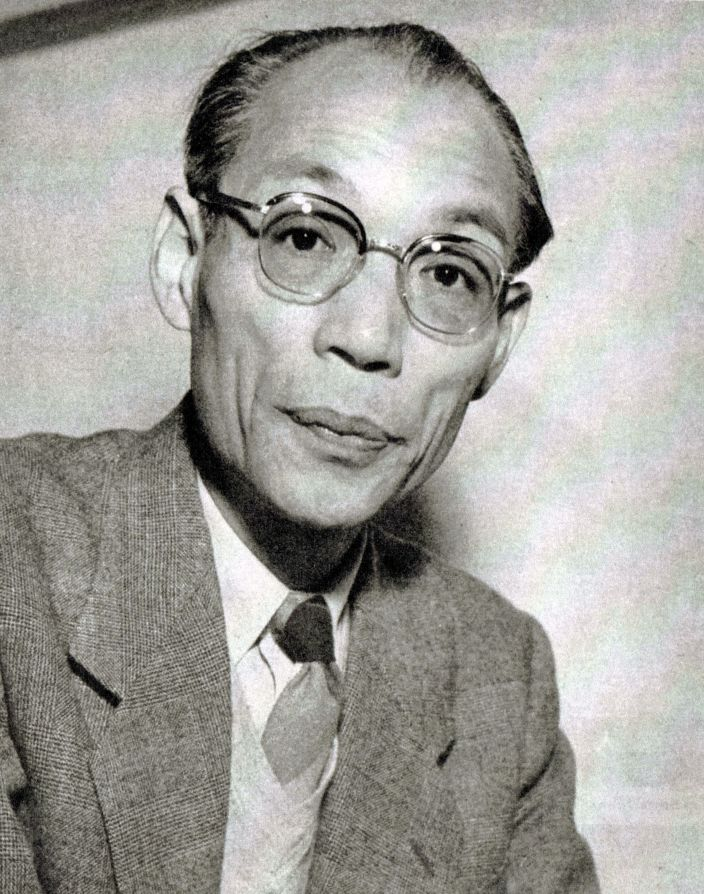
Tasaka Tomotaka (1902–1974)

- Tasaka, Yūsuke (* 1985), japanischer Fußballspieler
- Tasaki, Hirosuke (1898–1984), japanischer Maler
- Tasama, Faisa Dame (* 1987), belgischer Langstreckenläufer
- Tasane, Vahur (* 1983), estnischer Nordischer Kombinierer
- Taşaner, Sacide (* 1960), türkische Schauspielerin
- Taşanlar, Ahmet Tansu (* 1984), türkischer Schauspieler
- Tasar, Varol (* 1996), deutsch-türkischer Fußballspieler

### Tasb
- Taşboğa, Egemen (* 1986), türkischer Eishockeyspieler

### Tasc
- Tasca, Angelo (1892–1960), italienisch-französischer Journalist und Politiker
- Tasca, Catherine (* 1941), französische Politikerin (PS)
- Tașcă, Gheorghe (1875–1951), rumänischer Ökonom, Politiker und Diplomat
- Tasca, Lucio (1940–2022), italienischer Reiter und Winzer
- Tasca, Marco (* 1957), italienischer Ordensgeistlicher und römisch-katholischer Erzbischof von Genua
- Tasca, Pierantonio (1864–1934), italienischer Komponist
- Tasch, Anton (1845–1920), deutscher Geistlicher und Politiker (Zentrum), MdR
- Tasch, Christina (* 1959), deutsche Wirtschaftskauffrau und Politikerin (CDU), MdL
- Tasch, Dieter (1928–2021), deutscher Chefreporter der Hannoverschen Allgemeinen Zeitung, Autor und Herausgeber
- Tasch, Katharina (* 1977), deutsche Kostümbildnerin
- Tasch, Paul (1910–2001), US-amerikanischer Paläontologe
- Taschajew, Alexander Michailowitsch (* 1994), russischer Fußballspieler
- Taschajew, Riswan Wachajewitsch (* 2003), russischer Fußballspieler
- Taschau, Hannelies (* 1937), deutsche Schriftstellerin
- Tasche, Albrecht (1872–1951), deutscher Jurist und Landrat
- Tasche, Christian (1957–2013), deutscher Schauspieler
- Tasche, Joshua (* 1995), deutscher Bobsportler, Leichtathlet und Rugby-Union-Spieler
- Taschek, Josef (1857–1939), böhmischer Politiker
- Taschen, Angelika (* 1959), deutsche Kunsthistorikerin und Verlegerin
- Taschen, Benedikt (* 1961), deutscher Kunstbuchverleger, Gründer und Inhaber des Taschen-Verlags, Kunstsammler
- Taschen, Marlene (* 1985), deutsche Verlegerin
- Taschenberg, Anja (* 1981), deutsche Schauspielerin
- Taschenberg, Ernst Ludwig (1818–1898), deutscher Entomologe
- Taschenberg, Otto (1854–1922), deutscher Zoologe und Professor an der Universität Halle
- Taschenberger, Gerhard (* 1933), deutscher Politiker (SPD) und MdHB
- Taschenmacher, Willi (1902–1988), deutscher Bodenkundler
- Taschenmaker, Ludwig († 1536), Lübecker Bürgermeister der Wullenwever-Zeit
- Taschenowa, Milana Jelamanowna (* 1999), russische Handballspielerin
- Tascher de La Pagerie, Stéphanie de (1788–1832), Herzogin von Arenberg-MeppenStéphanie de Tascher de La Pagerie (1788–1832)

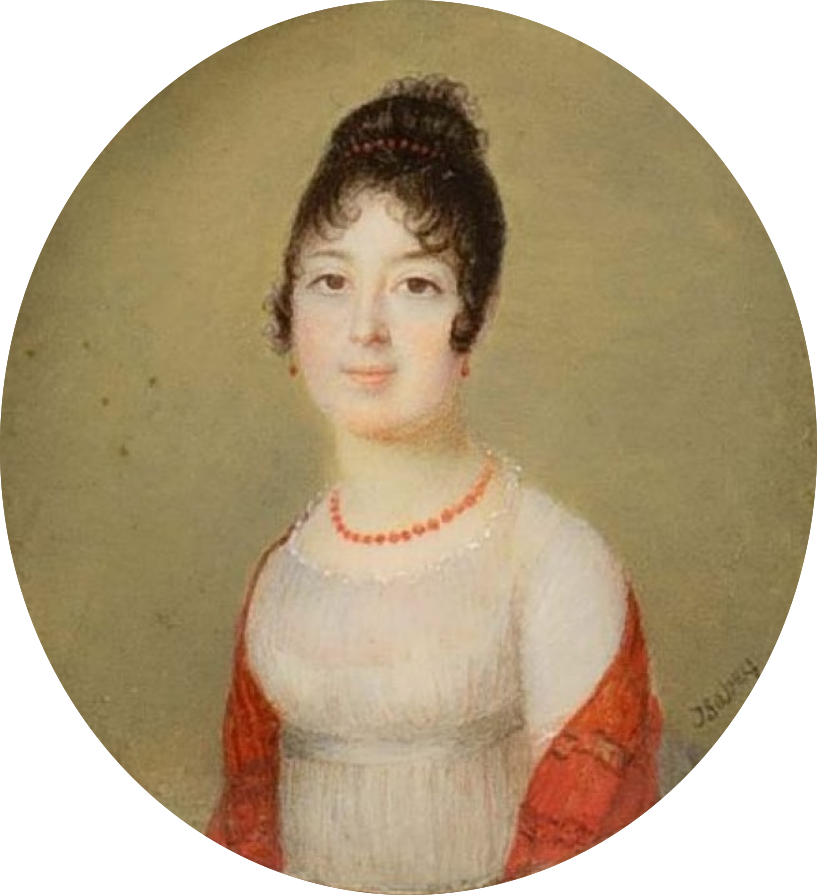
Stéphanie de Tascher de La Pagerie (1788–1832)

- Taschereau, Elzéar-Alexandre (1820–1898), kanadischer Kardinal
- Taschereau, Henri-Elzéar (1836–1911), kanadischer Richter, Vorsitzender des Obersten Gerichtshofes
- Taschereau, Jean-Thomas (1814–1893), kanadischer Jurist
- Taschereau, Louis-Alexandre (1857–1952), kanadischer Politiker, Premierminister von Québec
- Taschereau, Robert (1896–1970), kanadischer Richter und Politiker, Vorsitzender des Obersten Gerichtshofes
- Tascheret, Oscar (* 1912), argentinischer Diplomat und Politiker
- Taschetto Damian, Edson (* 1948), brasilianischer Geistlicher, römisch-katholischer Bischof von São Gabriel da Cachoeira
- Taschew, Dimitar (* 2002), bulgarischer Dreispringer
- Taschew, Manoliki (1835–1878), bulgarischer Kaufmann und Politiker
- Taschew, Tascho (1909–1997), bulgarischer Mediziner
- Taschewa, Tamila (* 1985), ukrainische Aktivistin und PolitikerinTamila Taschewa (* 1985)

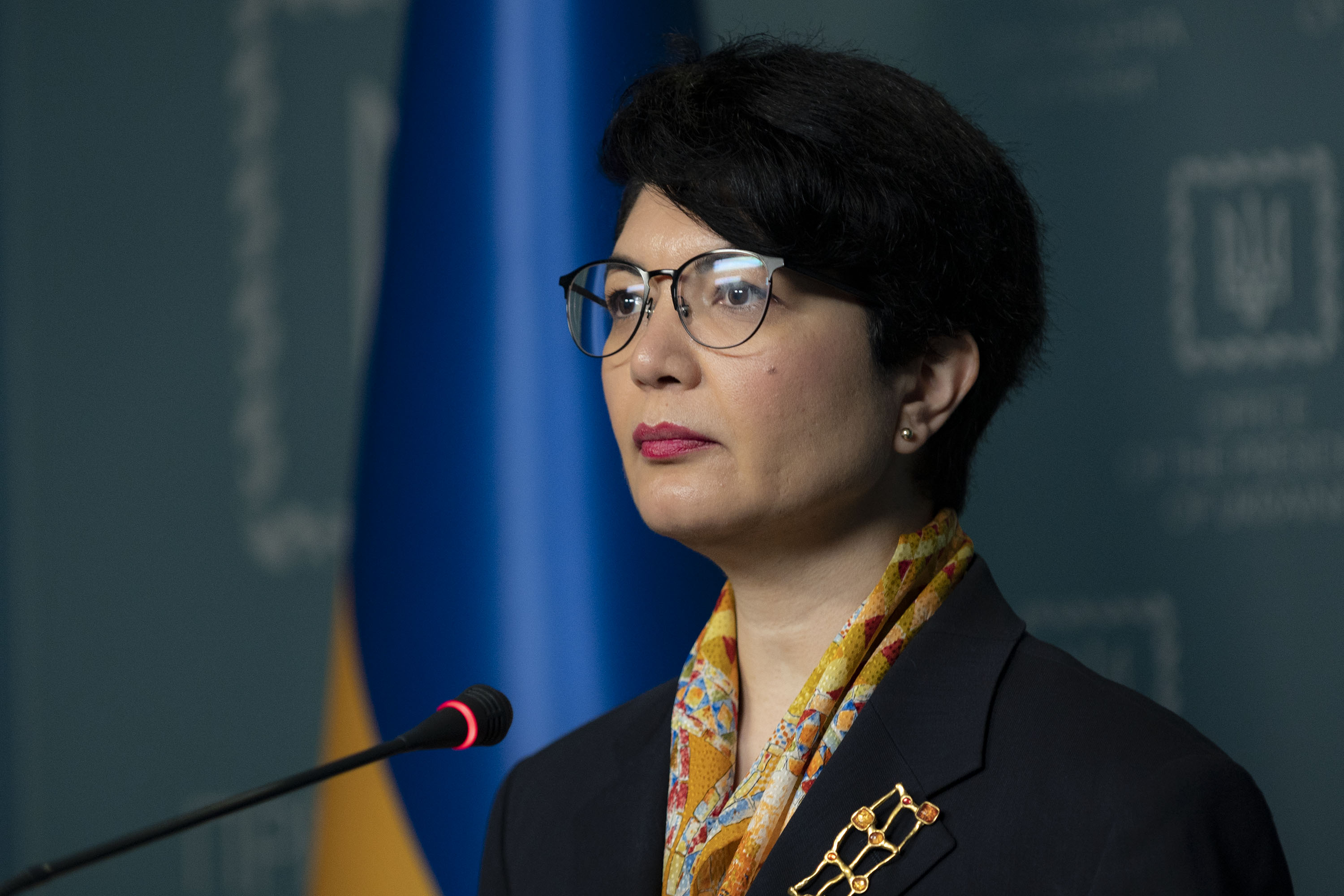
Tamila Taschewa (* 1985)

- Taschfin ibn Ali († 1145), Herrscher der Almoraviden
- Täschibajew, Äbdilda (1909–1998), kasachisch-sowjetischer Schriftsteller
- Taschijew, Kamoliddin (* 2000), kirgisischer Fußballspieler
- Taschijew, Kamtschybek (* 1968), kirgisischer Politiker
- Täschimbetow, Däurenbek (* 1985), kasachischer Fußballspieler
- Täschin, Marat (* 1960), kasachischer Politiker
- Taschiri, Mohammad Ali (1944–2020), iranischer schiitischer Geistlicher
- Taschke, Julius (1895–1941), Hauptsturmführer im SD und Landrat im Landkreis Neu-Ulm
- Taschkenbai, Sanschar (* 2003), kasachischer Boxer
- Taschl-Erber, Andrea (* 1971), österreichische römisch-katholische Theologin
- Taschler, Daniel (* 1987), italienischer Biathlet
- Taschler, Gottlieb (* 1962), italienischer Biathlet und Biathlonfunktionär
- Taschler, Judith W. (* 1970), österreichische Schriftstellerin
- Taschlykow, Igor Serafimowitsch (1946–2016), sowjetischer und belarussischer Physiker
- Taschner, Gerhard (1922–1976), deutscher Violinist
- Täschner, Harry (1946–2023), deutscher Schauspieler
- Täschner, Heinrich Adolph (1786–1868), deutscher Apotheker und Homöopath
- Täschner, Herbert (1916–1984), deutscher Politiker (LDPD), MdV
- Taschner, Herbert (1926–1994), deutscher Filmeditor
- Taschner, Ignatius (1871–1913), deutscher Bildhauer, Medailleur, Grafiker und Illustrator
- Taschner, Ingeborg (1930–2002), deutsche Filmeditorin
- Taschner, Kai (* 1957), deutscher Schauspieler und SynchronsprecherKai Taschner (* 1957)

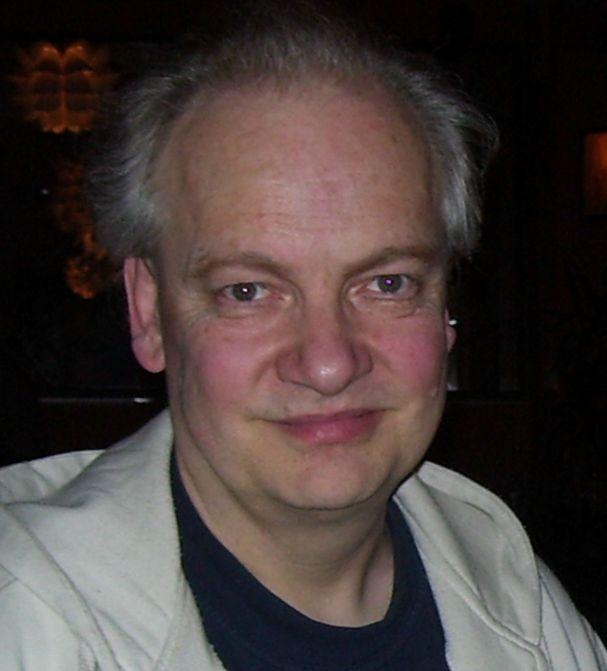
Kai Taschner (* 1957)

- Taschner, Rudolf (* 1953), österreichischer Mathematiker und Abgeordneter zum Nationalrat
- Taschner, Stefan (* 1969), deutscher Geograph und Politiker (Bündnis 90/Die Grünen), MdA
- Taschtschy, Borys (* 1993), ukrainischer Fußballspieler
- Taschujew, Sergei Abujesidowitsch (* 1959), russischer Fußballspieler und Trainer
- Taschwer, Klaus (* 1967), österreichischer Soziologe, Journalist und Buchautor
- Taşçı, Ceren (* 1989), türkische Schauspielerin
- Taşçı, Mehmet (* 1992), türkischer Fußballspieler
- Taşçı, Serdar (* 1987), deutscher FußballspielerSerdar Taşçı (* 1987)

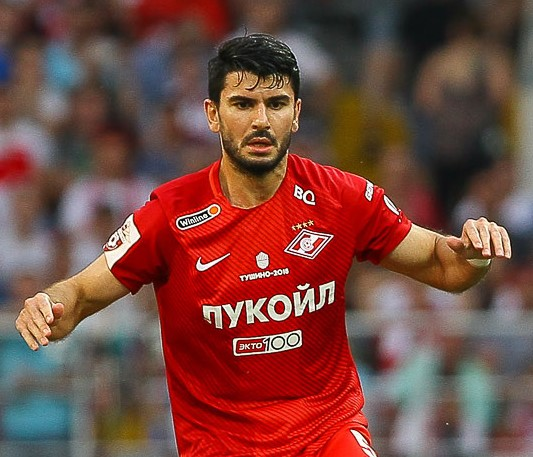
Serdar Taşçı (* 1987)

- Taşçı, Tan (* 1981), türkischer Popmusiker
- Tasci, Tunahan (* 2002), türkisch-niederländischer Fußballspieler
- Taşçıoğlu, Mükerrem (1926–2017), türkischer Politiker
- Tasciovanus, britonischer Herrscher der Catuvellaunen

### Tasd
- Tasdan, Filiz (* 1982), deutsche Stand-Up-Komikerin
- Taşdelen, Arif (* 1974), deutscher Politiker (SPD)
- Taşdelen, Bahadır (* 1990), türkischer Fußballspieler
- Tasdelen, Cihan (* 1975), deutscher Fußballspieler und -trainer
- Taşdelen, Leyla (* 1964), türkische Lyrikerin
- Taşdelen, Orhan (* 1987), türkischer Fußballspieler
- Taşdeler, Nusret (* 1951), türkischer General
- Taşdemir, Anıl (* 1988), türkischer Fußballspieler
- Taşdemir, Ebru (* 1973), deutsche Journalistin
- Taşdemir, Emre (* 1995), türkischer Fußballspieler
- Taşdemir, Göktürk (* 1980), türkischer Eishockeyspieler und -funktionär
- Taşdemir, Muhammed Burak (* 1993), türkischer Fußballspieler
- Taşdemir, Tayfun (* 1975), türkischer Karambolagespieler

### Tase
- Taseer, Salman (1946–2011), pakistanischer Geschäftsmann und Politiker (PPP)
- Tasek (* 1973), deutscher Graffiti-Künstler
- Tasevski, Darko (* 1984), mazedonischer Fußballspieler

### Tasf
- Tasfaout, Abdelhafid (* 1969), algerischer Fußballspieler

### Tasg
- Tasgillus, antiker römischer Toreut

### Tash
- Tash (* 1972), US-amerikanischer Rapper
- Ta’Shan (* 1992), Schweizer Musikerin
- Taşhan, Aylin (* 1960), türkische Diplomatin
- Tashchiyan, Pran (* 1890), armenische Gerechte unter den Völkern
- Tasher, Harrison (* 1985), belizischer Fußballspieler
- Tasheva, Katya (* 1986), bulgarischen Sängerin
- Tashi Choden, bhutanisches Model
- Tashi, Phurba (* 1971), nepalesischer BergsteigerPhurba Tashi (* 1971)

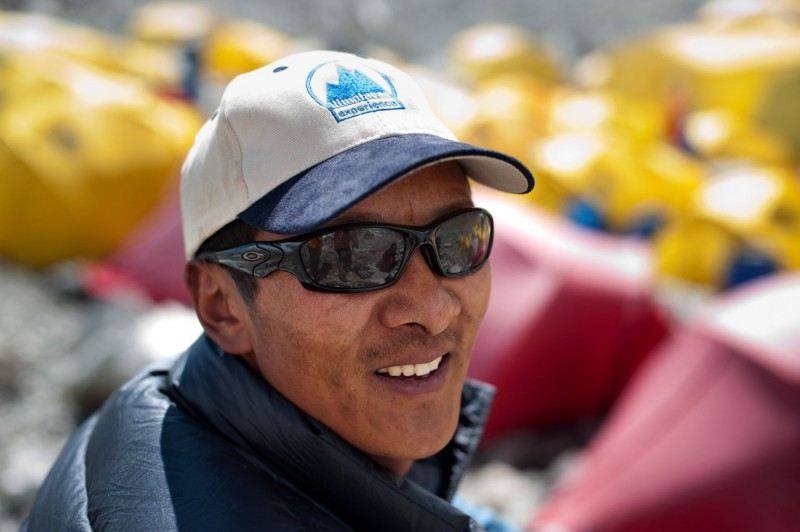
Phurba Tashi (* 1971)

- Tashian, Daniel (* 1974), US-amerikanischer Musiker, Songwriter und Musikproduzent
- Tashima, Chris (* 1960), US-amerikanisch-japanischer Regisseur und Schauspieler
- Tashima, Kōzō (* 1957), japanischer Fußballfunktionär, -spieler und -trainer
- Tashina, Laura (* 1991), deutsche Schauspielerin und Musikerin
- Tashiro, Kan’ichirō (1881–1937), japanischer Offizier und Generalleutnant
- Tashiro, Masakazu (* 1988), japanischer Fußballspieler
- Tashiro, Masato (* 1948), japanischer Virenforscher
- Tashiro, Masaya (* 1993), japanischer Fußballspieler
- Tashiro, Michiyo, japanische Badmintonspielerin
- Tashiro, Ryuga (* 1998), japanischer Fußballspieler
- Tashiro, Saki (* 1991), japanische Tischtennisspielerin
- Tashiro, Sanki (1465–1537), japanischer Mediziner der Sengoku-Zeit
- Tashiro, Shigeki (1890–1981), japanischer Unternehmer
- Tashiro, Yasutaka (* 1974), japanischer Radrennfahrer
- Tashiro, Yōsuke (* 1995), japanischer Fußballspieler
- Tashiro, Yūzō (* 1982), japanischer Fußballspieler
- Tashji, Edward (1932–2005), armenisch-assyrischer Buchautor
- Tashjian, Janet (* 1956), US-amerikanische Autorin von Kinder- und Jugendbüchern
- Tashko-Koço, Tefta (1910–1947), albanische Sängerin
- Tashlin, Frank (1913–1972), US-amerikanischer Trickfilmzeichner und Filmregisseur
- Tashman, Lilyan (1896–1934), US-amerikanische Schauspielerin

### Tasi
- Tasiadis, Sideris (* 1990), deutscher KanuteSideris Tasiadis (* 1990)

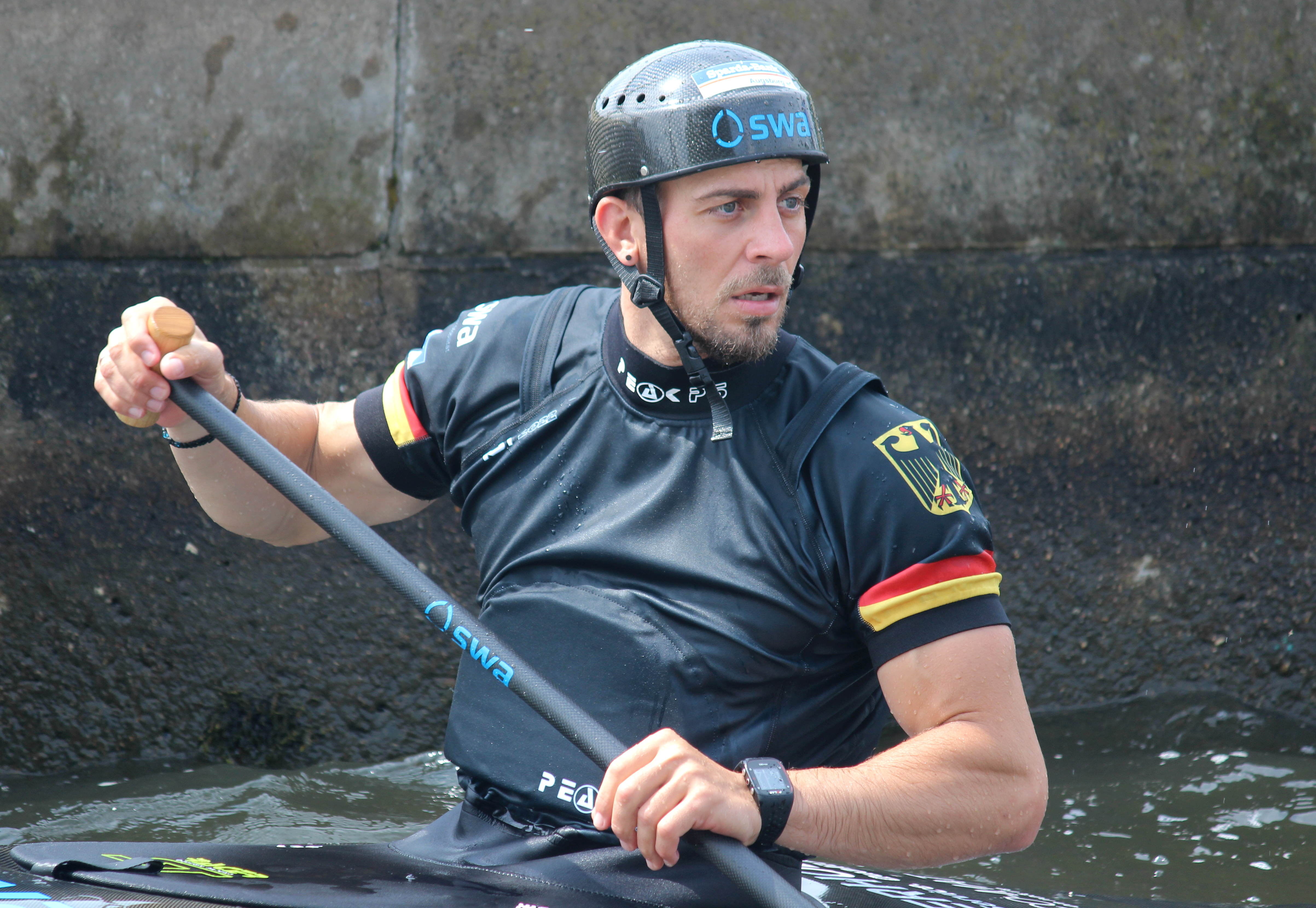
Sideris Tasiadis (* 1990)

- Tašić, Ulrike (* 1959), deutsche Rechtsanwältin und Schauspielerin
- Tasiemka, Hans (1905–1979), deutsch-britischer Filmkritiker und Archivar
- Tasis i Marca, Rafael (1906–1966), katalanischer Schriftsteller, Politiker und Buchhändler

### Task
- Taska, Ilmar (* 1953), estnischer Filmregisseur, Produzent, Drehbuchautor und Schriftsteller
- Taşkan, İdris Nebi (* 1997), türkischer Schauspieler
- Taşkan, Şebnem (* 1994), deutsch-türkische Fußballspielerin
- Tasker, Benjamin (1690–1768), Gouverneur der Province of Maryland
- Tasker, Bruce (* 1987), britischer Bobfahrer
- Tasker, Homer G. (1899–1990), US-amerikanischer Tontechniker
- Tasker, Joe (1948–1982), britischer Bergsteiger in den späten 1970er- und frühen 1980er-Jahren und Buchautor
- Tasker, Rolly (1926–2012), australischer Segler
- Tasker, Steve (* 1962), Sportkommentator und ehemaliger US-amerikanischer American-Football-Spieler
- Taskesen, Deniz (* 1992), deutsch-türkischer Fußballspieler
- Taşkın, Ayhan (* 1953), türkischer Ringer
- Taskin, Émile-Alexandre (1853–1897), französischer Opernsänger (Bariton) der Opéra-Comique
- Taskin, Eren (* 1992), deutscher Fußballspieler
- Taskin, Pascal-Joseph († 1793), Cembalobauer
- Taşkın, Taner (* 1972), türkischer Fußballspieler
- Taskinen, Markku (* 1952), finnischer Mittelstreckenläufer
- Taskinen, Pentti (1929–1973), finnischer Biathlet
- Taskinen, Satu (* 1970), finnische Schriftstellerin und Kritikerin
- Taskinen, Tuure, finnischer Schauspieler
- Taşkıran, Berkant (* 1995), türkischer Fußballspieler
- Taşkıran, Erkan (* 1985), türkischer Fußballspieler
- Taşkıran, Ertuğrul (* 1989), türkischer Fußballspieler
- Taşkoparan, Emre (* 1992), türkischer Fußballspieler
- Taşköprü, Süleyman (1970–2001), türkisches Opfer der Mordserie der terroristischen Vereinigung „Nationalsozialistischer Untergrund“ (NSU)
- Taşköprüzade, Ahmed (1495–1561), osmanischer Gelehrter
- Tasky, Niklas (* 1991), deutscher Fußballspieler

### Tasl
- Taslakian, Gretta (* 1985), libanesische Sprinterin
- Taslaman, Caner (* 1968), türkischer Religionswissenschaftler, Philosoph und Autor
- Tasler, Marika (* 1975), deutsche Grafikdesignerin und Fotografin
- Taslidža, Ena (* 2001), deutsch-bosnische Fußballspielerin
- Taslim, Joe (* 1981), indonesischer Schauspieler und JudokaJoe Taslim (* 1981)

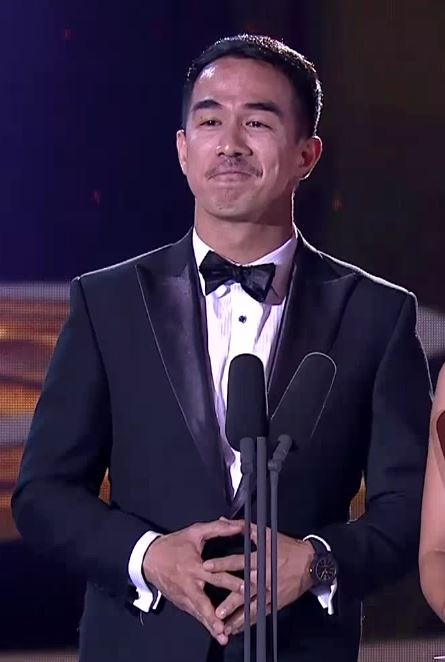
Joe Taslim (* 1981)

- Taslimi, Abdul Hussein (* 1921), iranischer Märtyrer des Bahaitums
- Taslimi, Manuchehr (1923–1998), iranischer Beamter
- Taslimi, Omid (* 1986), schweizerisch-iranischer Filmemacher, Fotograf und Komponist
- Taslimi, Parwis (* 1919), iranischer Chemieingenieur
- Taslimi, Susan (* 1950), iranische Schauspielerin und Filmproduzentin
- Taslitzky, Boris (1911–2005), französischer Maler
- Tašlultum, Ehegattin von Sargon von Akkad

### Tasm
- Tasmaghambetow, Imanghali (* 1956), kasachischer Politiker
- Tasmaghanbetow, Marat (* 1971), kasachischer Politiker
- Tasman, Abel (1603–1659), niederländischer Seefahrer und EntdeckerAbel Tasman (1603–1659)

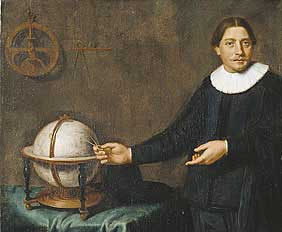
Abel Tasman (1603–1659)

- Taşman, Nilgün (* 1968), deutsch-türkische Autorin und Theaterregisseurin
- Tašmetu-Šarrat, Königin von Assyrien
- Tasmuradov, Elmurat (* 1991), usbekischer Ringer

### Tasn
- Tasna, Rolf (1920–1997), italienischer Filmschauspieler und Synchronsprecher
- Tasnadi, Gabriela (* 1965), rumänisch-deutsche Mezzosopranistin, Gesangslehrerin und Chorleiterin
- Tasnady, Maria von (1911–2001), ungarische Schauspielerin

### Taso
- Tasoulas, Konstantinos (* 1959), griechischer PolitikerKonstantinos Tasoulas (* 1959)

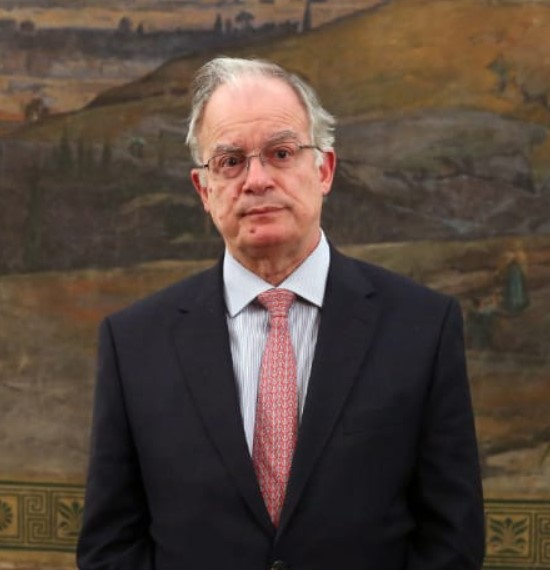
Konstantinos Tasoulas (* 1959)

- Tasovská, Klára (* 1980), tschechische Filmregisseurin und Drehbuchautorin

### Tasp
- Taşpınar, Zerrin (* 1947), türkisch-alevitische Dichterin und Schriftstellerin

### Tasq
- Tasquil, Herbert (1923–2008), österreichischer Maler, Grafiker und Kunsttheoretiker

### Tass
- Tass, Amélie van (* 1987), österreichische Zauberkünstlerin und Mentalistin
- Tass, Nadia (* 1956), australische Filmregisseurin
- Tass, Olga (1929–2020), ungarische Gerätturnerin
- Tassa, Aleksander (1882–1955), estnischer Maler und Schriftsteller
- Tassaert, Antoine (1727–1788), flämischer Bildhauer
- Tassaert, Antoinette (1768–1822), deutsch-französische Kupferstecherin, Malerin, Zeichnerin und Lehrerin
- Tassaert, Henriette-Félicité (1766–1818), deutsch-französische Pastellmalerin und Schabkünstlerin
- Tassaert, Jean Joseph François (1765–1838), französischer Maler und Kupferstecher
- Tassaert, Nicolas François Octave (1800–1874), französischer Maler
- Tassaert, Paul (1792–1850), französischer Maler und Kupferstecher
- Tassaert, Peter Franz (1663–1735), Maler
- Tassaert, Philippe Joseph († 1803), flämischer Maler, Kupferstecher und Kunsthändler
- Tassan, Christine (* 1970), kanadische Jazzmusikerin und Singer-Songwriterin französischer Herkunft
- Tassana Sanpattan (* 1993), thailändischer Boxer
- Tassanai Khumkrong (* 1997), thailändischer Fußballspieler
- Tassanai Laksanangam (* 2003), thailändischer Fußballspieler
- Tassanapong Muaddarak (* 1991), thailändischer Fußballspieler
- Tassapon Bijleveld (* 1967), thailändischer Manager
- Tassaporn Wannakit (* 1989), thailändische Leichtathletin
- Tassara, Rodrigo (* 1992), uruguayischer Fußballspieler
- Tasse, Albert (1845–1910), deutsch-jüdischer Gemeindevorsitz einer der größten jüdischen Gemeinden in ganz Anhalt
- Tassel, Alexandre (* 1975), französischer Jazz-Trompeter
- Tassel, Warren van (* 1938), kanadischer Eishockeyspieler
- Tasselli, Luigi (1901–1971), italienischer Radrennfahrer
- Tassembédo, Soumaïla (* 1983), burkinischer Fußballspieler
- Tassev, Georg (* 1963), bulgarischer Maler und Zeichner
- Tassew, Aleksandar († 2007), bulgarischer Unternehmer, Politiker und Fußballfunktionär
- Tassi, Agostino († 1644), italienischer Maler
- Tassi, Laura (* 1950), britische Schauspielerin
- Tassie, Henry (1863–1945), australischer Politiker (Liberal and Country League)
- Tassier, Suzanne (1898–1956), belgische Historikerin und Feministin
- Tàssies (* 1963), spanischer Illustrator
- Tassignon, Sophie (* 1980), belgische Jazz- und Improvisationsmusikerin sowie Songwriterin
- Tassilo I., Herzog der Baiern
- Tassilo II., Herzog von Bayern (um 716 bis um 719)
- Tassilo III., Herzog von BayernTassilo III.

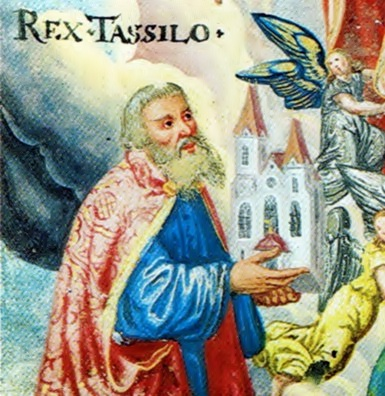
Tassilo III.

- Tassin, André (1902–1986), französischer Fußballtorhüter
- Tassin, Christophe († 1660), französischer Kartograph
- Tassin, Éloi (1912–1977), französischer Radrennfahrer
- Tassinari, Lamberto (* 1945), italienischer Autor und Herausgeber
- Tassini, Giuseppe (1827–1899), venezianischer Historiker
- Tassini, Nivardo (1775–1852), italienischer römisch-katholischer Geistlicher, Zisterzienser, Abt und Generalabt
- Tassis, Alexander (* 1970), griechisch-deutscher Historiker und Politiker (AfD)
- Tassius, Johann Adolf (1585–1654), deutscher Mathematiker und Professor am Akademischen Gymnasium in Hamburg
- Tasso (* 1966), deutscher Graffiti-Künstler
- Tasso, Bernardo (1493–1569), italienischer Dichter
- Tasso, Giovanni Vincenzo (1850–1919), italienischer Geistlicher, Bischof des Bistums Aosta
- Tasso, Hardy (* 1950), deutscher Schauspieler und Wissenschaftsautor
- Tasso, Jeffrey (* 1998), vanuatuischer Fußballspieler
- Tasso, José María (1934–2003), spanischer Schauspieler
- Tasso, Takuya (* 1964), japanischer Politiker
- Tasso, Torquato (1544–1595), italienischer DichterTorquato Tasso (1544–1595)

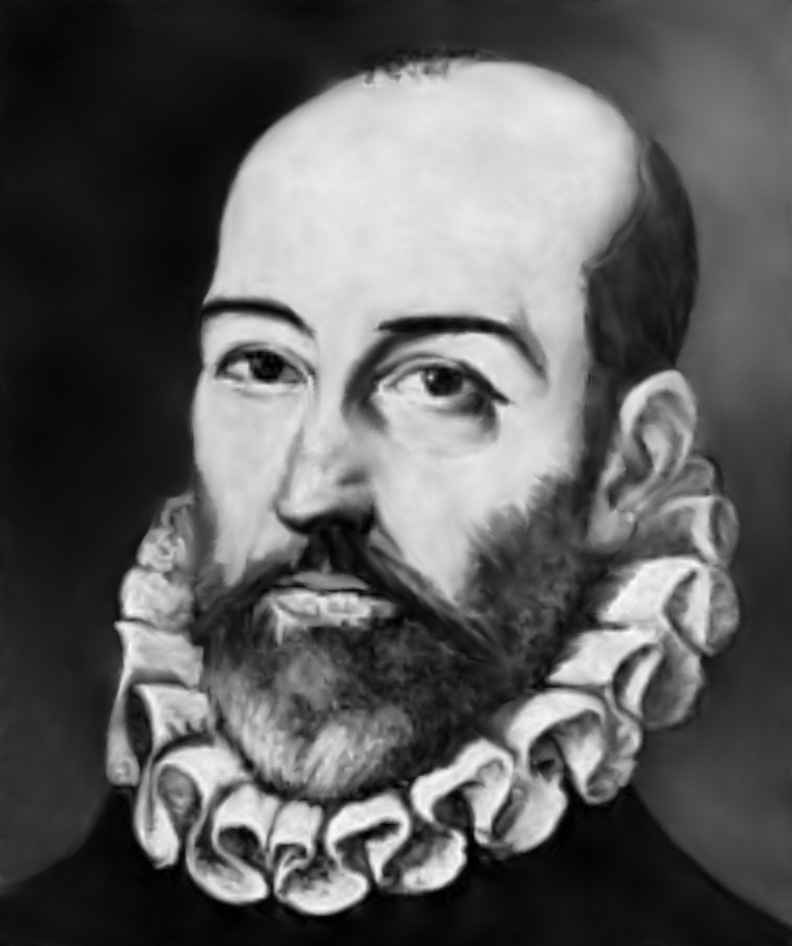
Torquato Tasso (1544–1595)

- Tasso, Valérie (* 1969), französisch-spanische Autorin, Sexualforscherin und ehemalige Prostituierte
- Tassojew, Inal Walikojewitsch (* 1998), russischer Judoka
- Tassojew, Wadym (* 1975), ukrainischer Ringer
- Tassoni Estense di Castelvecchio, Alessandro (1909–1985), italienischer Diplomat
- Tassoni, Alessandro (1565–1635), italienischer Dichter
- Tassoni, Ruth (1908–1994), deutsche Schriftstellerin
- Tassopoulos, Anna (1915–2007), griechische Opernsängerin (Sopran)
- Tassotti, Kurt (* 1948), deutscher Bildhauer
- Tassotti, Mauro (* 1960), italienischer FußballspielerMauro Tassotti (* 1960)

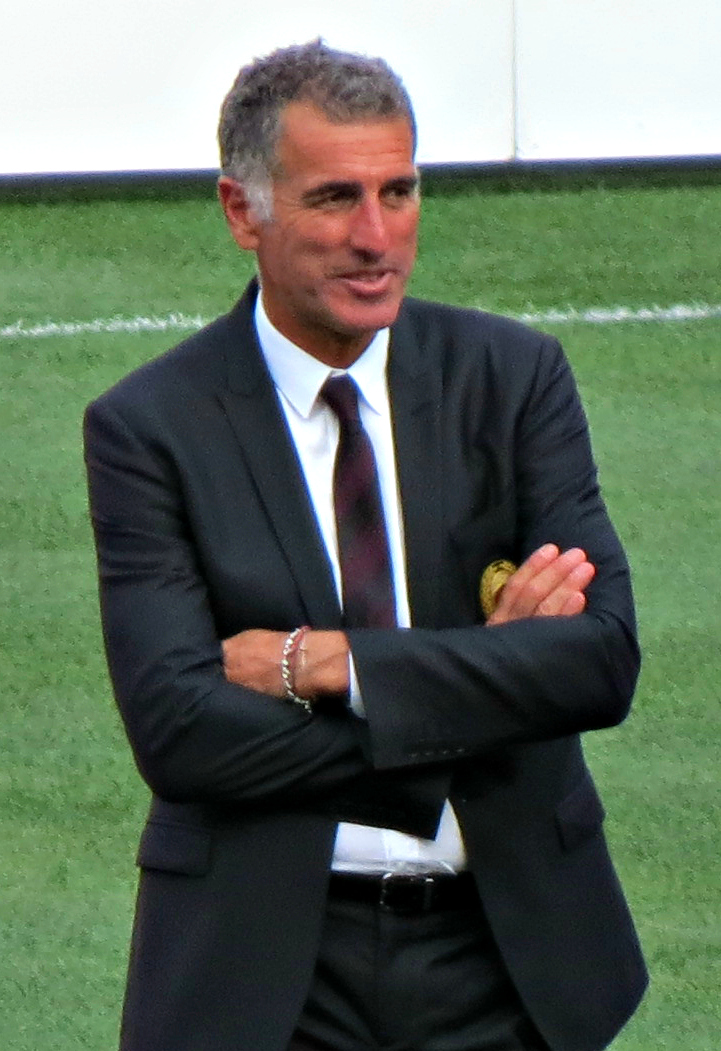
Mauro Tassotti (* 1960)

- Tassy, Antoine (1924–1991), haitianischer Fußballspieler und -trainer

### Tast
- Tast, Brigitte (* 1948), deutsche Fotografin und Autorin
- Tast, Hermann (1490–1551), Reformator von Husum
- Taştan, Servan (* 1993), französisch-türkischer Fußballspieler
- Taştemur, Özkan (* 1995), schweizerisch-türkischer Fußballspieler
- Tastesen, Paul (1899–1974), deutscher KPD-Funktionär, MdHB
- Tastet, Cathy (* 1973), französische Schauspielerin und Model
- Tastl, Franz (1900–1942), österreichischer Kaffeehausbesitzer und Widerstandskämpfer gegen den Nationalsozialismus
- Tastu, Amable (1795–1885), französische Schriftstellerin, Dichterin und Librettistin

### Tasu
- Tasuja, Triin (* 1989), estnische Dichterin

### Tasw
- Taswell, Harold Langmead Taylor (1910–1992), südafrikanischer Botschafter

### Tasy
- Taşyürek, Ahmet (* 1972), türkischer Fußballspieler